# The Daily Telegraph
The Daily Telegraph (online bekend als The Telegraph) is een Britse ochtendkrant. Zij werd in 1855 onder de titel Daily Telegraph and Courier opgericht en is een van de twee overgebleven Britse dagbladen op het broadsheet-formaat, samen met de Financial Times. Haar zusterkrant, de zondagskrant The Sunday Telegraph werd opgericht in 1961. De Telegraph is de krant met de grootste oplage, ruim 900.000 (november 2005), meer dan de kleine 700.000 van The Times. Volgens een marktonderzoek van MORI in 2004 was 61% van de Telegraph-lezers aanhanger van de Conservative Party, tegenover 31% van de gehele bevolking. In februari 2013 bedroeg de oplage 541.036.
Artikelen uit de gedrukte editie van zowel The Daily Telegraph als The Sunday Telegraph worden gepubliceerd op telegraph.co.uk, voorheen bekend onder de naam Electronic Telegraph. De website was de eerste landelijke krant van het Verenigd Koninkrijk op internet.

## Hoofdredacteuren
Recente hoofdredacteuren van de krant zijn:
- W.F. Deedes (1974-1986)
- Max Hastings (1986-1995)
- Charles Moore (1995-2003): op 1 oktober 2003 kondigde de krant aan dat Moore terugtrad als hoofdredacteur om zijn tijd te besteden aan een biografie van Margaret Thatcher.
- Martin Newland (2003-2005)
- John Bryant (2005-2007)
- William Lewis (2007-2009)
- Tony Gallagher (2009-2013)
- Jason Seiken (2013-2014)
- Chris Evans (2014-heden)

## Politiek standpunt

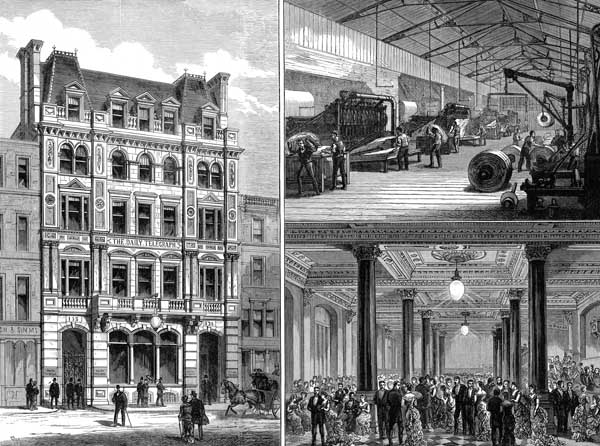
In 1882 verhuisde The Daily Telegraph naar Fleet Street, zoals hier afgebeeld in de Illustrated London News

De Telegraph is "traditioneel rechts". De combinatie van persoonlijke banden tussen de redactie en leiders van de Conservative Party, samen met de invloed van de krant op de Conservative Party-activisten, leidt ertoe dat de krant soms schertsend de Torygraph wordt genoemd (in het bijzonder in het satirische tijdschrift Private Eye).